# Вишнице
Вишнице (пол. Wisznice) — деревня в Бяльском повете Люблинского воеводства Польши. Административный центр гмины Вишнице. Находится примерно в 28 км к югу от центра города Бяла-Подляска. По данным переписи 2011 года, в деревне проживало 1506 человек.
В 1975—1998 годах деревня входила в состав Бяльскоподляского воеводства.

## Население
Демографическая структура по состоянию на 31 марта 2011 года:
|         | Всего | До трудоспособного возраста | Трудоспособного возраста | Старше трудоспособного возраста |
| ------- | ----- | --------------------------- | ------------------------ | ------------------------------- |
| Мужчины | 728   | 142                         | 513                      | 73                              |
| Женщины | 778   | 161                         | 445                      | 172                             |
| Всего   | 1506  | 303                         | 958                      | 245                             |